# هنر تیموریان

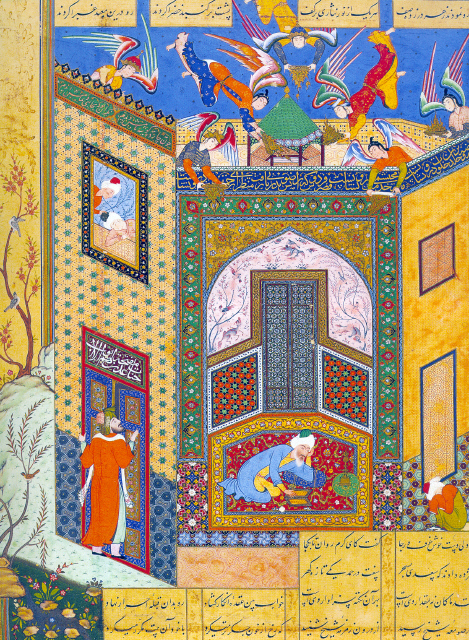
برگی از کتاب جامی که تاریخ ۱۵۵۳ میلادی کشیده شده، نمونه‌ای از هنر شکوفای دوره تیموریان

هنر در دوران تیموریان از جلوه‌های بارز هنر اسلامی در ایران و آسیای مرکزی است.
دورهٔ تیموریان ۷۷۱ – ۹۱۱ ه‍.ق/۱۳۷۰ - ۱۵۰۶ م) به رغم نابسامانی و منازعات داخلی و درگیری امیران این خاندان با ترکمانان قراقوینلو، دوره رونق فرهنگ، هنر، ادبیات، تاریخ، ریاضی و نجوم بود. دربارهای هرات، سمرقند، شیراز، تبریز و اصفهان به‌سبب هنرپروری و هنرمندی فرمانروایان تیموری، محل تجمع و آمد و شد هنرمندان و ادیبان برجسته بود.

## پیشینه
تیمور با اینکه بسیار خونریز بود ولی به دانش و هنر علاقه نشان می‌داد. از این‌رو هنرمندان و صنعتگران از کشتارهایش در امان بودند. فرزند او شاهرخ و نوه‌هایش الغ‌بیگ، بایسنقر میرزا و ابراهیم میرزا نیز این سیاست را پی‌گرفتند. هنر نقاشی و خوشنویسی در دوره تیموری به شکوفایی قابل توجهی دست یافت. 
فرمانروایی شاهرخ را سرآغاز یک عصر جدید و تجدید حیات در بعضی از انواع هنر معرفی کرده‌اند. توفیق شاهرخ در تسخیر تمامی قدرت در هرات و توجّه وی و پسر هنرمند و هنرپرورش بایسنقر به هنر، بسیاری از هنرمندان را از اقصی نقاط ایران به هرات کشاند و سبب شد که مراکز مهم پیشین اهمیت و اعتبار خود را از دست بدهد و در مرتبه‌ای نازلتر قرار گیرد. شاهرخ به همراه پسرش بایسنقر حامی و بانی شکل‌گیری مکتب هرات از سبک‌های مهم هنری در ایران بود و در تحت حمایت او نقاشان، خوشنویسان، تذهیبکاران را در هرات گردآورد تا برای وی ظریف‌ترین آثار هنری را در خط، تذهیب، جلدسازی و صحافی به وجود آوردند. کانون هنری بایسنقر در هرات به‌نام دارالصنایع کتاب سازی معروف بود و کتاب‌های پدیدآمده در این دوره شامل نفیس‌ترین مینیاتورها و استادانه‌ترین خوشنویسی‌ها هستند که به زیبایی تمام صحافی و جلدآرایی گشته‌اند.
بازیل گری معتقد است: "شاید شدت عمل‌های شاهرخ در رعایت شریعت اسلامی بود که او را به حمایت از تهیه کتاب‌هایی به غیر از شعر و داستان‌سرایی وا می‌داشت. از کتاب‌های خطی یافت شده در دوران او معلوم می‌شود که او هرگز بهترین نقاشان را برای کتابخانه خود از هرات و سایر جاها جذب نکرد و از طرف دیگر او حامی بزرگ محققین به‌خصوص مورخینی مانند حافظ ابرو و عبدالرزاق بوده‌است. گفته می‌شود او کتاب جامع‌التواریخ تالیف خواجه رشیدالدین فضل‌الله را که در شرف نابودی بود نجات داد. در کتابخانه او به‌جای خلق آثار جدید بیشتر به تکثیر کتاب‌های قدیمی می‌پرداختند و به نوعی کمیت بر کیفیت می‌چربیده است."
در عهد سلطنت شاهرخ هرات که پایتخت دولتش بود، کانون درخشان هنر و ادب عصر محسوب می‌شد. وجود مولانا قوام الدین شیرازی، آن مهندس معمار نابغه و بی مانند که در آن ایام در هرات، به وی و همسر هنر پرورش گوهر شاد آغا، این فرصت و امکان را می‌داد تا مساجد، مدارس، و ابنیه عالی در قلمرو قدرت خویش بنا کنند. مسجد گوهرشاد در مشهد و در کنار حرم علی بن موسی‌الرضا و مسجد جامع گوهرشاد در هرات، از درخشانترین آثار معماری این عصر، مدیون طرح و تفکر قوام الدین شیرازی و آن ملکه هنر پرور عصر بود، که هنوز همچنان باقی است.

## مکتب هرات

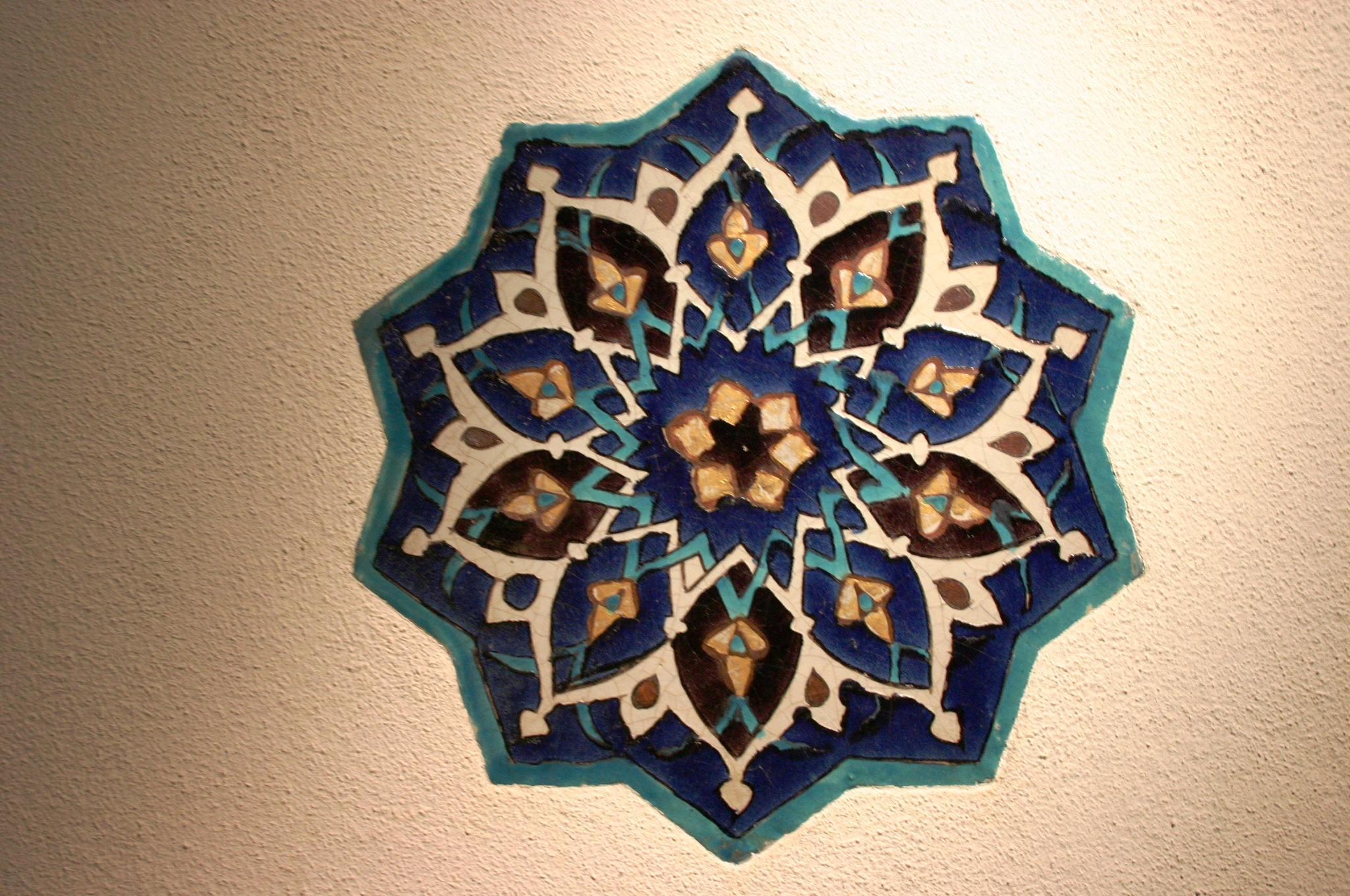
یک کاشی در دوره تیموری

به سعی و تشویق شاهرخ، کتابخانه‌ای عظیم نیز در هرات به وجود آمد که جامع تعدادی از نفایس آثار بود. به علاوه بعضی هنرمندان عصر همچون عبدالقادر مراغی استاد موسیقی، مولانا خلیل مصور استاد نقاشی، یوسف اندکانی استاد آواز، از همان ایام، در دربار هرات، نام شاهرخ را پر آوازه ساختند. 
پاره‌ای از زیباترین نقاشی‌ها، ریشه در مکتب هرات دارند که به‌طور کامل با حمایت شاهزاده‌های تیموری در شهر هرات شکل گرفت و استاد بزرگ نقاشی یعنی کمال الدین بهزاد برخاسته از چنین مکتبی است. 
در عصر تیموریان بیشتر از رنگ‌های تیره لاجوردی، سرخ و زرد رایج بود. خطوط زیبای فارسی نظیر خط نستعلیق در دوره جانشینان تیمور شکل گرفت و آخرین مراحل تکاملی اش را در این دوره طی نمود. همچنین پاره‌ای از زیباترین آثار معماری ایرانی در این دوره به وجود آمد که از آن جمله می‌توان به مسجد گوهرشاد در شهر مشهد و در کنار حرم علی بن موسی‌الرضا اشاره نمود. این مسجد که با حمایت گوهرشاد همسر شاهرخ تیموری ساخته شده‌است، یکی از درخشان‌ترین آثار معماری ایرانی است. در گوشه‌ای کتیبه‌های این مسجد و در سمت ایوان مقصوره آن، کتیبه‌ای از بایسنقر میرزا پسر شاهرخ وجود دارد که خود از خطاطان بزرگ عصر خویش بود.
سلطان حسین بایقرا از فرمانروایان متاخر تیموری نیز حامی هنرها، علوم و ادبیات بود. ابوسعید پادشاه توانا، با کفایت، هنردوست این خاندان نیز خود هنرمندی قابل بود. میراث فرهنگی و هنری تیموریان در دوران صفوی در ایران و گورکانیان در هند پی گرفته شد.